# 작살

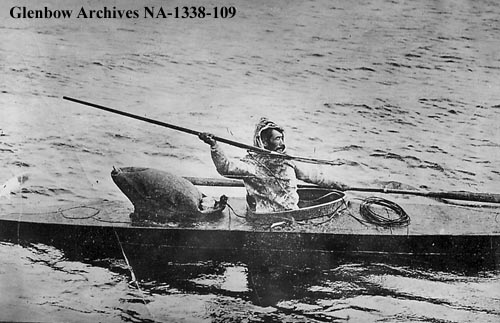
허드슨 만의 이누이트 작살꾼.

작살(harpoon)은 어로, 포경 등의 해양 수렵 행위에 사용되는 창 모양의 연장이다. 밧줄이나 사슬을 달아 손으로 던지거나, 다른 도구에 장착한 후 고무줄, 공기압 등을 이용하여 발사할 수도 있다. 무기로도 사용할 수 있다.

## 같이 보기
- 삼지창